# ハク奇
苩奇（はくき、백기（ペクキ）、生没年未詳）は、百済の武王の時の将軍で、大姓八族中の苩氏出身貴族である。

## 生涯
達率を務めた。
602年（武王3年）8月、武王が親しく新羅の阿莫山城（今の全羅北道南原市雲峰邑）を攻囲したが、新羅の真平王は精鋭数千騎を送って抵抗してこれと闘ったため、不利となり撤退した。新羅は、新たに小陁・畏石・泉山・甕岑など4城を築いて百済との境界に迫り侵したため、武王は怒って佐平の解讎に命じ、また4万の大軍を連れ、その新築の4城を攻撃したが、解讎だけが命からがら単騎で逃げおおせた程度の惨敗を喫した。
14年後である616年（武王17年）10月、再び新羅の阿莫山城を攻撃しようとする武王の王命を受け、苩奇は達率として軍士8000名を率い、阿莫山城を攻撃した。が、やはり勝つことができず、戻ってきた。

## 注解
1. 1 2 3  草冠「艹」に「白」。
2. ↑  百済本紀の本文には母山城と記されているが、阿莫山城と同じ城である。
3. ↑  この記録は、百済本紀でなくて新羅本紀にあるのだが、二つとも勝敗に関した言及がないのに鑑みて、百済が攻略に失敗したようである。[要出典]